# Atletismo nos Jogos Pan-Americanos de 2011 - 400 m com barreiras masculino
A competição dos 400 m com barreiras masculino foi um dos eventos do atletismo nos Jogos Pan-Americanos de 2011, em Guadalajara. Foi disputada no Estádio Telmex de Atletismo entre os dias 26 e 27 de outubro.

## Calendário
Horário local (UTC-6).
| Data          | Horário | Fase         |
| ------------- | ------- | ------------ |
| 26 de outubro | 15:35   | Qualificação |
| 27 de outubro | 18:05   | Final        |

## Medalhistas
| Ouro   | CUB Omar Cisneros |
| Prata  | JAM Isa Phillips  |
| Bronze | DOM Félix Sánchez |

## Recordes
Recordes mundial e pan-americano antes da disputa dos Jogos Pan-Americanos de 2011.
| Tipo                             | Atleta        | Tempo | Local         | Data                |
| -------------------------------- | ------------- | ----- | ------------- | ------------------- |
|                                  | Kevin Young   | 46.78 | Barcelona     | 6 de agosto de 1992 |
| Recorde dos Jogos Pan-Americanos | Félix Sánchez | 48.19 | Santo Domingo | 6 de agosto de 2003 |

## Resultados

### Semifinais
Os dois melhores atletas de cada bateria mais os dois atletas mais velozes, se classificaram para as finais. 
| Pos. | Bateria | Nome            | País                     | Tempo | Obs.            |
| ---- | ------- | --------------- | ------------------------ | ----- | --------------- |
| 1    | 3       | Omar Cisneros   | CUB Cuba                 | 48.99 | Q,              |
| 2    | 1       | Isa Phillips    | JAM Jamaica              | 49.62 | Q               |
| 3    | 1       | Emanuel Mayers  | TRI Trinidad e Tobago    | 49.86 | Q,              |
| 4    | 3       | Winder Cuevas   | DOM República Dominicana | 50.12 | Q,              |
| 5    | 2       | Mahau Suguimati | BRA Brasil               | 50.20 | Q               |
| 6    | 2       | Félix Sánchez   | DOM República Dominicana | 50.22 | Q               |
| 7    | 1       | Lee Moore       | USA Estados Unidos       | 50.58 | q               |
| 8    | 2       | Reuben McCoy    | USA Estados Unidos       | 50.60 | q               |
| 9    | 1       | Juan Stenner    | MEX México               | 50.87 | Recorde pessoal |
| 10   | 2       | Erick Alejandro | PUR Porto Rico           | 51.28 |                 |
| 11   | 2       | Amaurys Valle   | CUB Cuba                 | 51.29 |                 |
| 12   | 3       | Víctor Solarte  | VEN Venezuela            | 51.31 |                 |
| 13   | 2       | José Ceballos   | MEX México               | 51.33 | Recorde pessoal |
| 14   | 1       | Alie Beauvais   | HAI Haiti                | 51.67 |                 |
| 15   | 3       | Kenneth Medwood | BIZ Belize               | 51.90 |                 |
| 16   | 3       | Junior Hines    | CAY Ilhas Cayman         | 52.36 |                 |
| 17   | 1       | Emerson Chala   | ECU Equador              | 53.53 |                 |
|      | 1       | Allan Ayala     | GUA Guatemala            | DNF   |                 |
|      | 3       | Andrés Silva    | URU Uruguai              | DNF   |                 |

### Final
| Pos.              | Nome            | País                     | Tempo | Obs.            |
| ----------------- | --------------- | ------------------------ | ----- | --------------- |
| Medalha de ouro   | Omar Cisneros   | CUB Cuba                 | 47.99 | ,               |
| Medalha de prata  | Isa Phillips    | JAM Jamaica              | 48.82 |                 |
| Medalha de bronze | Félix Sánchez   | DOM República Dominicana | 48.85 |                 |
| 4                 | Winder Cuevas   | DOM República Dominicana | 49.20 | Recorde pessoal |
| 5                 | Mahau Suguimati | BRA Brasil               | 49.61 |                 |
| 6                 | Emanuel Mayers  | TRI Trinidad e Tobago    | 50.00 |                 |
| 7                 | Reuben McCoy    | USA Estados Unidos       | 50.18 |                 |
| 8                 | Lee Moore       | USA Estados Unidos       | 51.10 |                 |

Legenda
| Recorde mundial                  | Recorde mundial (World record)               |                       | Recorde africano                      | Recorde africano (African) |                                           | Q | Classificado por posição (Qualified) |
| Recorde dos Jogos Pan-Americanos | Recorde pan-americano (Pan-American record)  | Recorde da América    | Recorde da América (Americas)         | q                          | Classificado por melhor tempo (Qualified) |   |                                      |
| Melhor marca do ano              | Melhor marca do ano (World leading)          | Recorde asiático      | Recorde asiático (Asian)              | DNS                        | Não largou (Did not start)                |   |                                      |
| Recorde nacional                 | Recorde nacional (National record)           | Recorde europeu       | Recorde europeu (European)            | DNF                        | Não terminou (Did not finish)             |   |                                      |
| Recorde pessoal                  | Recorde pessoal do atleta (Personal best)    | Recorde da Oceania    | Recorde da Oceania (Oceania)          | DSQ / DQ                   | Desclassificado (Disqualified)            |   |                                      |
| Recorde da temporada             | Recorde da temporada do atleta (Season best) | Recorde sul-americano | Recorde sul-americano (South America) | NM                         | Sem marca (No mark)                       |   |                                      |